# Maytenus inflata
Maytenus inflata là một loài thực vật có hoa trong họ Dây gối. Loài này được S.J. Pei & Y.H. Li mô tả khoa học đầu tiên năm 1979.